# 基拉尼
基拉尼（英語：Killarney）是爱尔兰凯里郡的一个城镇，位于莱恩湖东北岸。总人口14,219（2011年）。该城镇为一知名旅游目的地。

## 友好城市
- 法國 圣阿韦坦